# Ophir (Kolorado)
Ophir – miasto w Stanach Zjednoczonych, w stanie Kolorado, w hrabstwie San Miguel.